# Francisco Bochatón
Juan Francisco Bochatón (n. en La Plata, el 28 de junio de 1972) es cantante y músico de rock argentino. Alcanzó notoriedad por ser el bajista y líder de Los Peligrosos Gorriones. En paralelo a este grupo, lleva una carrera como solista.

## Biografía

### Peligrosos Gorriones
Juan Francisco Bochatón nació y se crio en la ciudad de La Plata, en la provincia de Buenos Aires. Comenzó su carrera artística en 1989 brevemente con el grupo Dios luego en el año 1991 fundo el grupo Peligrosos Gorriones. Dos años más tarde, en 1993, el cuarteto conformado por Bochaton en voz y bajo, Guillermo Coda en guitarra, Rodrigo Velázquez en batería y Martín "Cuervo" Karakachoff en teclados, lanzaron su primer disco, llamado simplemente Peligrosos Gorriones, bajo el sello DG Discos. Este material fue producido por Zeta Bossio y fue premiado para los premios Ace de la Asociación de cronistas de espectáculos. En 1994 realizaron el video del tema «Escafandra»; que se convertiría en un clásico hit de la banda y en 1995 la banda editó su segunda producción, titulada Fuga, bajo el sello Del Cielito Records; este segundo trabajo de Peligrosos Gorriones contenía la canción «Manicomio gris», cuyo video fue dirigido por Diego Kaplan. En ese año tocan en el Estadio Obras Sanitarias, en el marco del movimiento del "Nuevo Rock Argentino". Tras una gira por todo el país, en 1997 edita su tercer disco junto a Peligrosos Gorriones, Antiflash; y recibe la mención de Músicos de la Ciudad de La Plata por el intendente, además del premio de Poesía en el Rock un año más tarde. En 1998, la banda se separa debido a conflictos internos y Bochatón emprende su carrera en solitario.

### Carrera solista
Aparte de su labor dentro de Peligrosos Gorriones, produjo la música incidental de la película Mataperros de Gabriel Arregui, la cortina del programa paradigma de Canal A, y la cortina del programa Se nos viene la noche de la FM Rock & Pop. Compuso temas junto a María Gabriela Epumer, Gustavo Cerati (letra de «Paseo Inmoral»), y participó en los discos de Claudia Sinesi y Loch Ness. 
En 1999 edita Cazuela, su primer disco solista, que es catalogado como mejor disco del año por la revista Rolling Stone Argentina. El EP titulado, Píntame los labios, es editado en 2000 y contó con la producción de voces de Gustavo Cerati. Dos años más tarde saca Mundo de acción, también en formato EP, con María Gabriela Epumer en guitarras. En ese mismo año lanza su cuarto disco Hasta decir palabra, producido junto con Eduardo Bergallo. 
En el año 2005, edita doce canciones en forma independiente, bajo un sello propio (Gravita Discos): La tranquilidad después de la paliza. En 2007 edita Tic Tac a través del sello Ava Records. En 2009 fue invitado en participar en el tema de Sortie "Máscaras", del disco La fábrica de silencio. En el año 2012 edita La Vuelta entera.
En 2014, vuelve a los escenarios con Peligrosos Gorriones y editan una placa en directo, titulada Vivo, bajo el sello Pirca Records.

## Discografía

### Peligrosos Gorriones
- Peligrosos Gorriones (1993)
- Fuga (1995)
- Antiflash (1997)
- Vivo (2014), Pirca Records.
- Microbio (2016)

### Solista
- Cazuela (1999)
- Píntame los Labios EP (2000)
- Mundo de Acción EP (2002)
- Hasta Decir Palabra (2002)
- Completo (2004)
- La Tranquilidad Después de la Paliza (2005)
- Tic Tac (2007)
- La Vuelta Entera (2012)
- X3 (2020)
- Ropa de animal (2022)

## Filmografía
Participó en la banda musical del filme Mataperros en 2002.